# Bandera del Ejército de Salvación

Bandera del Ejército de Salvación.

La primera bandera del Ejército de Salvación fue presentada al Cuerpo de Coventry (Inglaterra) en 1878 por la "madre del ejército", Catherine Booth. Hasta 1882 en su centro se ubicaba la imagen de un sol flamígero, pero debido al trabajo del Ejército de Salvación en la India fue cambiada por una estrella de ocho puntas por respeto a los Parsis, grupo religioso del Zoroastrismo hindú que veneraba un símbolo sagrado del fuego muy parecido.
La bandera del Ejército de Salvación no es sagrada en sí misma, sino solo un símbolo de las creencias proclamadas por los salvacionistas.
La bandera consiste en un borde azul que rodea un fondo rojo en el centro del cual se ubica una estrella amarilla de ocho puntas. El lema “Sangre y Fuego” de la organización también está inscrito con letras rojas dentro de la estrella y alrededor de ella suele ir, en letras blancas o amarillas, el nombre del cuerpo, centro o sección a la cual pertenece la bandera (Cada subdivisión administrativa decide las características de estos nombres dentro de su territorio).
La frontera azul representa la santidad de Dios y la santidad de vida cotidiana a la cual son llamados los creyentes. El fondo rojo es un recordatorio de que la sangre derramada por Jesús en la cruz limpia las vidas de todo pecado y las puede conservar así. La estrella amarilla simboliza el poder del Espíritu Santo de Dios.